# Вашков, Иван Андреевич
Иван Андреевич Вашков (1846—1893) — журналист, прозаик, поэт.

## Биография

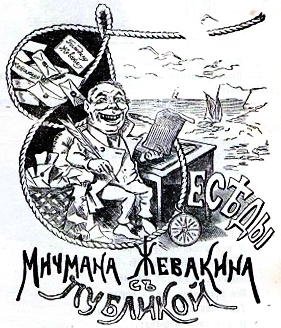
Рубрика «Беседы с мичмана Жевакина с публикой» в журнале «Развлечение» (1881)

По записям сына Е. И. Вашкова его отец происходил из богатого купеческого рода и «должен был получить многомиллионное состояние, но благодаря какой‑то мошеннической махинации родственников не получил ни гроша. Покойный Фёдор Никифорович Плевако, с которым отец был в большой дружбе, несколько раз предлагал ему начать процесс и гарантировал не только выигрыш дела, но и уверял, что всех этих милых родственников можно закатать в тартарары. Но отец не соглашался, ему были противны всякие судебные дрязги». Незавершив образования, «поступил куда‑то на железную дорогу, но скоро это занятие оставил и начал заниматься литературно‑журнальным трудом». Сотрудничал с еженедельным литературно‑юмористическим журналом «Развлечение», а с 1881 года — с «Московским листком», в 1882 году редактировал юмористический журнал «Колокольчик». Также печатался в юмористическом журнале «Будильник» и газетах «Петербургский листок», «Новости дня», «Нижегородская почта», «Русский листок». Самые талантливые юмористические очерки, рассказы и фельетоны Вашкова выходили под псевдонимами Мичман Жевакин (одна из постоянных рубрик журнала «Развлечение» так и называлась — «Беседы мичмана Жевакина с публикой»), Шапка-Невидимка, Доктор О-с — всего известно около 60 его псевдонимов. Отдельно была издана его книга: «Развлечение в вагоне. Повести и рассказы» (М., 1878).
В. А. Гиляровский вспоминал о И. А. Вашкове как о вечно бедствовавшем «частью благодаря своему многочисленному семейству, состоявшему из семи или восьми душ, а частью (и даже большей) благодаря своей губительной и неудержимой страсти к вину».
Умер в больнице. Похоронен на Ваганьковском кладбище (23 уч.).